# 다니엘 제비슨
다니엘 데이비드 제비슨 (Daniel David Jebbison, 2003년 8월 13일 ~ )는 잉글랜드의 축구 선수이며, 셰필드 유나이티드에서 공격수로 뛰고 있다.